# Claviere
Claviere (AFI: /klaˈvjɛre/; Claviè in piemontese, Las Clavieras in occitano, Clavières in francese) è un comune italiano di 190 abitanti della città metropolitana di Torino in Piemonte. Si trova in Alta Val di Susa, a 1760 metri di quota, sul versante italiano del colle del Monginevro, circa 94 chilometri a ovest dal capoluogo. Anticamente era denominato Mons Janus.

## Geografia e topografia
L'abitato sorge al margine orientale dell'ampio pianoro del Colle del Monginevro, sulla linea del confine italo-francese.
Il centro è dominato a nord dal massiccio dello Chaberton (3130 m) ed è lambito dalle acque della Piccola Dora.

## Storia
Al nome originario occitano las Clavieras si è sovrapposta col tempo la variante francese, Clavières (pron. [klaˈvjɛʀ]), che ancora fino all'inizio del Novecento era la grafia corrente del toponimo. Quest'ultimo ha subito nei decenni passati alcuni mutamenti: la caduta della "s" e dell'accento grave sulla "e" hanno comportato da un punto di vista semantico la perdita del plurale e un certo avvicinamento, anche fonetico, alla pronuncia italiana. Non è chiara l'etimologia: potrebbe derivare dal latino clavis (chiave) o dal francese arcaico clavière (chiusura), in ogni caso il significato è legato alla posizione cruciale del paese sull'importante via di comunicazione del Passo del Monginevro. Il percorso era già noto agli antichi: passarono di qui Annibale, nel 218 a.C. e Giulio Cesare, nel 58 a.C.
Nel 1713, con la pace di Utrecht, Claviere passò, come molti comuni dell'alta Valle di Susa (tra i quali Cesana Torinese e Bardonecchia), ai Savoia.
La strada, tuttavia, rimase una mulattiera fino all'inizio dell'Ottocento, quando Napoleone fece costruire una strada più ampia che migliorava le comunicazioni con i comuni francesi di Montgenèvre e Briançon e facilitò lo sviluppo commerciale del paese.
Con la diffusione dello sci divenne una delle prime stazioni sciistiche del XX secolo.
Nella seconda guerra mondiale si trovò al centro degli scontri tra Italia e Francia e venne distrutta. Inoltre, con il trattato di Parigi del 1947 fu spostata la linea di confine, che passava tra le case del paese. Soltanto nel 1974 la frontiera fu eliminata e il paese fu riunito in territorio italiano lasciando alla Francia 17,09 km².
Nel 1993, con l'abbattimento delle frontiere europee, scomparvero anche i controlli doganali, anche se le barriere abbandonate permangono tuttora alle porte del paese.
Grazie alla sua tradizione sportiva, ha potuto ospitare manifestazioni nazionali e internazionali, nonostante le piccole dimensioni dell'abitato. È stato la sede delle Universiadi del 1966 e degli allenamenti di sci alpino e sci di fondo ai Giochi Olimpici di Torino 2006.

## La questione del confine

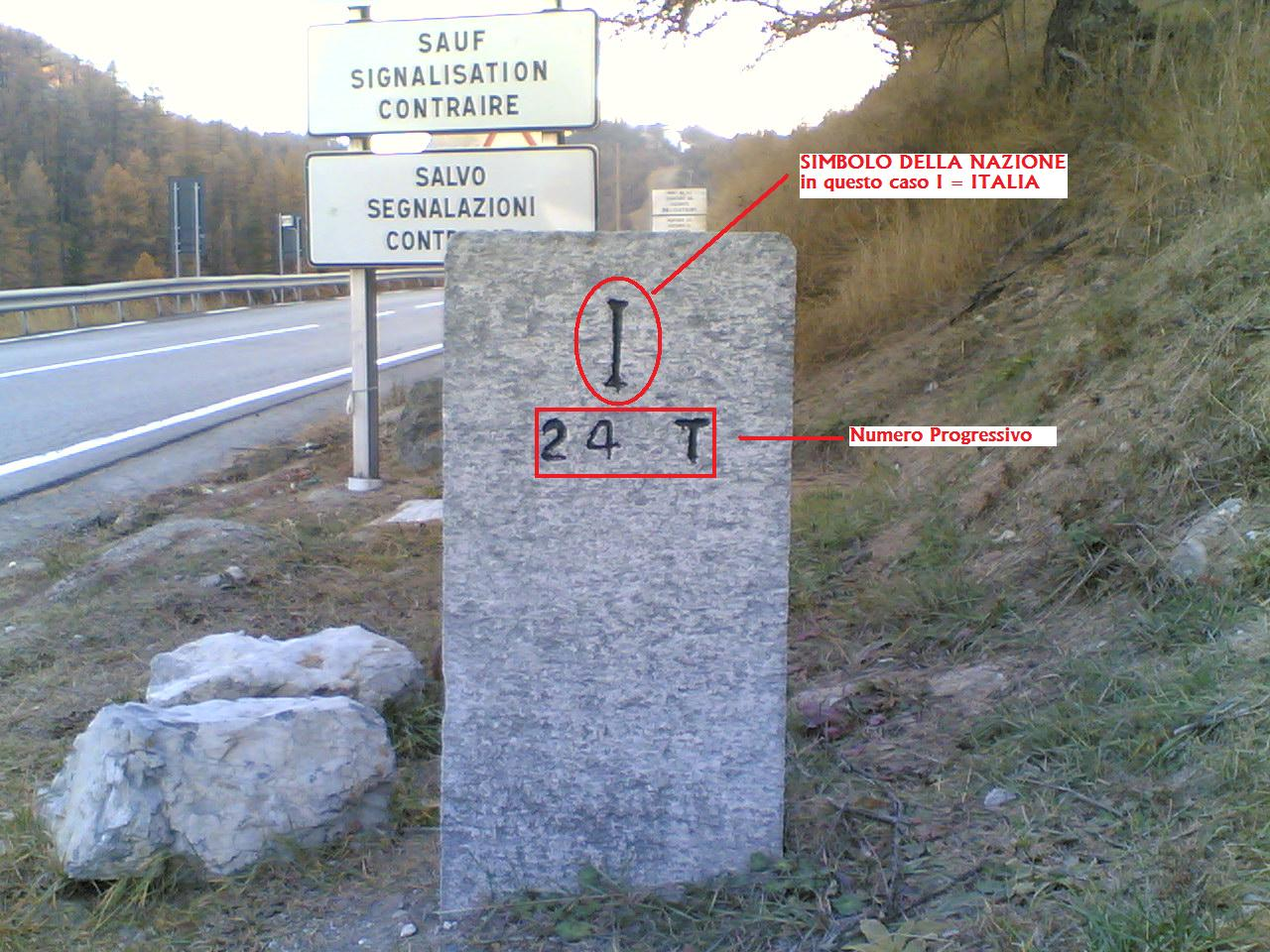
Cippo di confine nº 24 che segna il confine tra l'Italia e la Francia

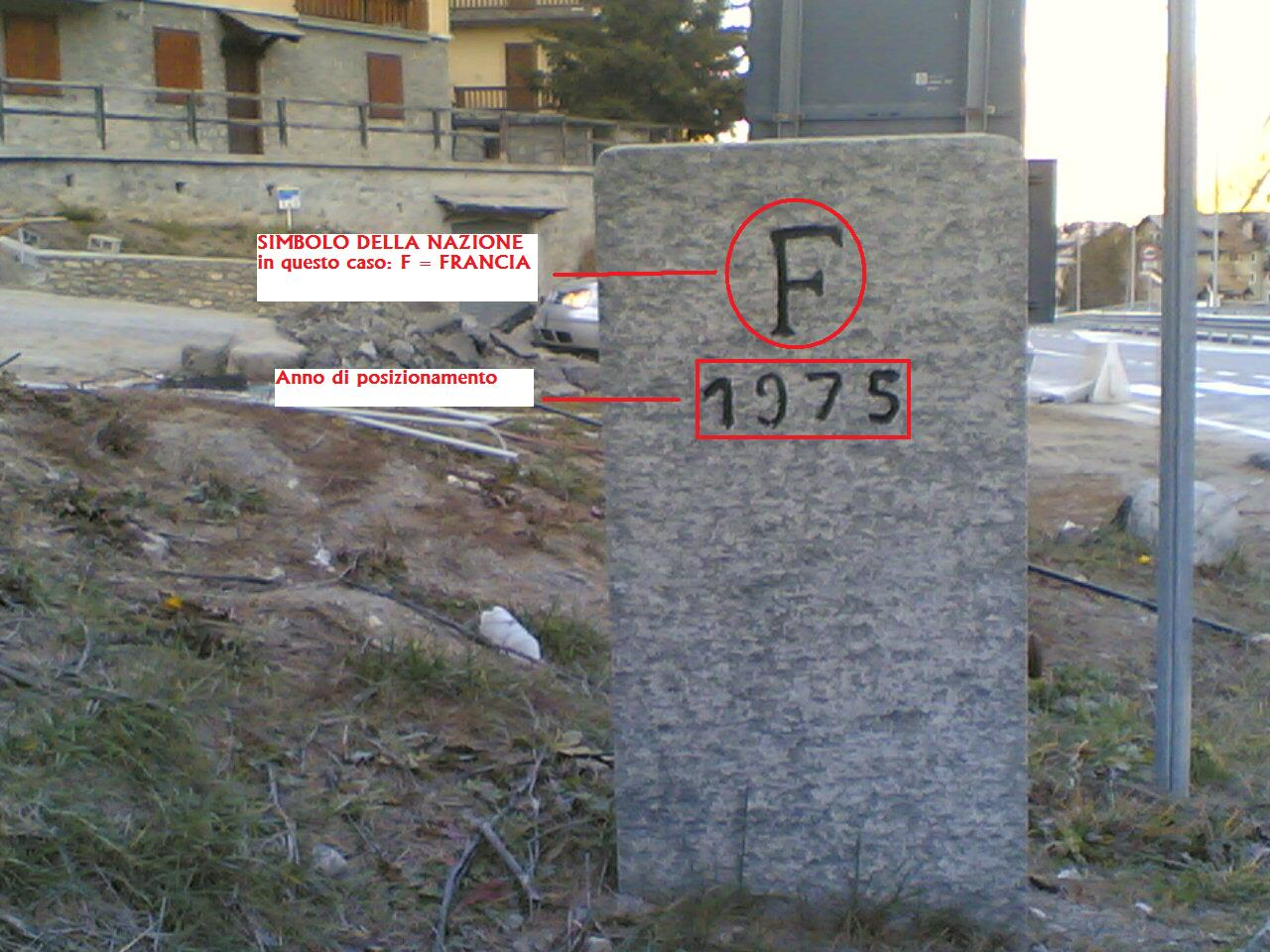
Cippo di confine nº 24 che segna il confine tra l'Italia e la Francia posizionato a seguito dei nuovi trattati del 1947

Di una questione di confine per Claviere si è incominciato a parlare successivamente all'adozione della Convention et article secret entre S.M. le Roi de France (Louis XV) et S.M. Victor Amédée II Roi de Savoie sur l'exécution de l'article IV du Traité D'Utrecht firmata a Parigi il 4 aprile 1718, in attuazione dell'art.4 del Trattato di Utrecht del 1713. Con tale convenzione si riconosceva Claviere al Re di Savoia - divenuto poi Re di Sardegna - ai sensi dell'art.1, disponendo che:
(Convention et article secret entre S.M. le Roi de France (Louis XV) et S.M. Victor Amédée II Roi de Savoie sur l'exécution de l'article IV du Traité D'Utrecht, tradotto dal francese)
Il suddetto confine, seguendo all'incirca la linea spartiacque con leggero vantaggio della Francia, restò completamente immutato fino agli esiti del secondo conflitto mondiale, quando - in forza dell'Allegato II del Trattato di Pace di Parigi del 10 febbraio 1947 - nel settore dello Chaberton la frontiera intorno a Claviere veniva fissata nel modo seguente:
(Trattato di pace fra l'Italia e le Potenze Alleate ed Associate - Parigi, 10 febbraio 1947, Allegato II - Frontiera franco-italiana - Chaberton)
Il suddetto tracciato divideva però quasi a metà il villaggio di Claviere, i cui edifici posti a ovest del Rio Secco risultavano ormai in territorio francese. Ancora, la strada della Val Gimont diventava frontaliera, la linea di confine seguendo sin dall'inizio il bordo della carrareccia. Claviere, inoltre, perdeva ogni impianto di risalita, i campi da golf e si riduceva quasi a un'enclave.

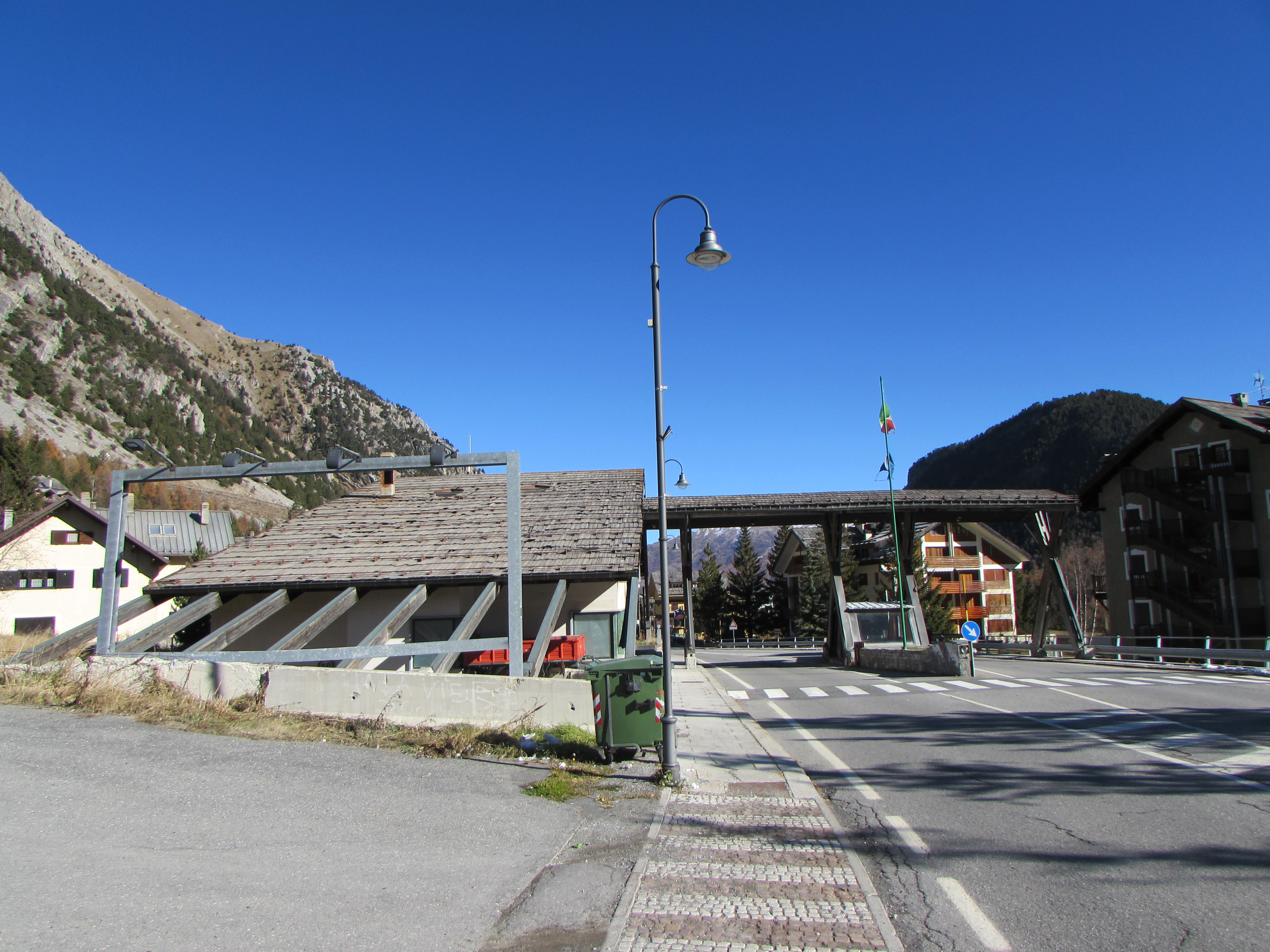
Posto di confine italo-francese, ora dismesso

Venti anni dopo vari tentativi di risoluzione della questione, con lo scambio di lettere del 28 settembre del 1967, l'Italia e la Francia pervennero a un accordo secondo il quale la frontiera:
(tradotto dal francese)
La rettifica di frontiera in questione, materializzata sul terreno con demarcazione del 1975, restituisce a Claviere tutte le abitazioni del paese a ovest del Rio Secco, lasciando inoltre qualche margine territoriale verso la zona della Piccola Dora, dei campi da golf e dell'inizio della Val Gimont, per un totale di 0,10 km² di territorio retrocesso all'Italia.
Nonostante lo spostamento del confine di stato, il Posto di Dogana restò al centro del paese, con i conseguenti ingorghi di traffico, fino al 23 giugno 1989, quando venne trasferito ai margini dell'abitato.

### La questione del confine di Collalunga
Accanto al problema della divisione dell'abitato di Claviere si poneva, fin dal 1947, una questione di carattere interpretativo relativa all'andamento del confine in località Collalunga, nel territorio del comune di Vinadio in Valle Stura di Demonte. La divergenza tra Italia e Francia era dovuta all'ambiguità del testo del trattato di pace che, pur indicando che la linea di confine doveva correre lungo lo spartiacque, riportava quote di riferimento relative a una cresta situata oltre la displuviale, quindi in territorio orograficamente italiano:
(Trattato di pace fra l'Italia e le Potenze Alleate ed Associate - Parigi, 10 febbraio 1947, Allegato II - Frontiera franco-italiana - Valli superiori della Tinea, della Vesubie e della Roya - 1. Dalla Cima di Colla Longa alla Cima di Mercantour)
Secondo l'interpretazione italiana, che dava maggiore importanza al significato etimologico della parola "spartiacque", la linea di confine doveva passare lungo la cresta più alta; secondo l'interpretazione francese, che riteneva più importante l'indicazione delle quote, doveva invece passare lungo la cresta individuata dalle quote medesime. Di fatto la materializzazione sul terreno del confine venne sospesa in attesa che la divergenza venisse risolta a livello politico, il che avvenne con il citato scambio di note del settembre 1967, con cui il governo francese accettava la richiesta italiana di modifica del confine di Claviere, mentre l'Italia, come "contropartita", si impegnava a ritenere sanato secondo l'interpretazione francese il contenzioso sul confine di Collalunga.
Lo spostamento del confine di Claviere suscitò qualche polemica a motivo del supposto scambio di territorio con la zona di Collalunga, fatto che venne ufficialmente smentito dal sottosegretario agli esteri Claudio Vitalone (X legislatura) nella seduta del 2 aprile del 1990: «La Francia ha aderito ad una richiesta italiana di modifica in modo unilaterale e senza compensi territoriali».
La posizione del governo italiano, espressa dalle parole di Vitalone, è formalmente ineccepibile: non c'è stato alcun compenso territoriale verso la Francia rispetto al trattato del 1947, ma si è lasciata alla Francia la parte superiore del vallone di Collalunga, nonostante si trovi al di qua dello spartiacque.

## Arte
Il Duomo ha un portale gotico del Quattrocento. Gli altri edifici storici sono stati completamente distrutti durante la Seconda guerra mondiale. La Chiesa Parrocchiale è stata affrescata da Gabriele Cena.

## Economia e turismo
La fonte principale di reddito è il turismo: Claviere è un frequentato centro estivo (alberghi di ogni categoria, impianti per tennis, nuoto, campo di golf a nove buche) e soprattutto invernale, con attrezzature sportive che comprendono 5 seggiovie quadriposto, una sciovia, sci club, trampolino da salto, pista da pattinaggio sul ghiaccio.
Fa parte del comprensorio sciistico della Via Lattea e fra le piste più interessanti comprende:
- la Serra Granet-La Coche
- la pista rossa Gimont
- la pista nera del Col Boeuf
- le piste del Col Saurel
- i muri di Sagnalonga.

È collegato, attraverso gli impianti dei Monti della Luna, con Cesana Torinese, mentre un anello per lo sci di fondo, oltre alle piste e agli impianti di risalita, collega Claviere a Monginevro, e un panoramico sentiero escursionistico aggira la mole dello Chaberton e conduce alla vetta della montagna.
Diverse sono le vie ferrate a Claviere (Difficoltà tra parentesi): Via Ferrata Rocca Clarì (D), Via Ferrata Bunker (B/C), Sentiero Sergio Bompard (A/B), Via Ferrata Mont Chaberton (C/D).
Gli alti pascoli favoriscono inoltre l'allevamento del bestiame.

## Curiosità

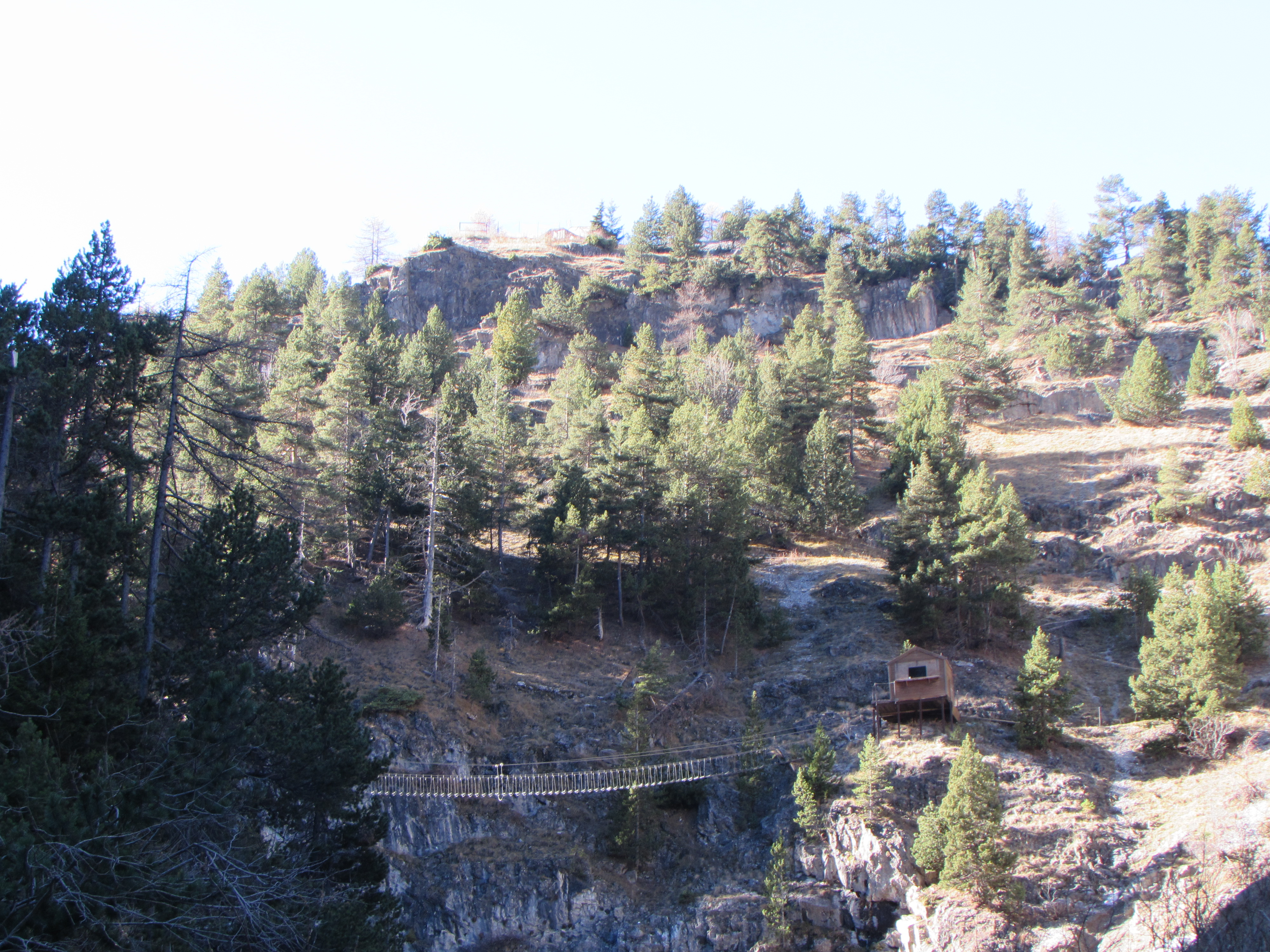
Il ponte tibetano a Claviere visto dalle Gorge di San Gervasio

Nel territorio di Claviere, sopra le Gorge di San Gervasio, è stato installato un ponte tibetano con funi di acciaio, che viene definito "il più lungo del mondo".

## Società

### Evoluzione demografica
Abitanti censiti

### Etnie e minoranze straniere
Secondo i dati ISTAT al 31 dicembre 2009 la popolazione straniera residente era di 29 persone. Le nazionalità maggiormente rappresentate in base alla loro percentuale sul totale della popolazione residente erano:
- Romania 15 (7,54%)
- Albania 4 (2,01%)
- Marocco 4  (2,01%)
- Francia 2  (1,01%)

## Amministrazione
Di seguito è presentata una tabella relativa alle amministrazioni che si sono succedute in questo comune.
| Periodo          | Periodo          | Primo cittadino   | Partito                     | Carica      | Note   |
| ---------------- | ---------------- | ----------------- | --------------------------- | ----------- | ------ |
| 22 giugno 1988   | 5 giugno 1993    | Antonio Pomero    | Partito Socialista Italiano | Sindaco     | [ 14 ] |
| 17 giugno 1993   | 28 aprile 1997   | Antonio Pomero    | Partito Socialista Italiano | Sindaco     | [ 14 ] |
| 28 aprile 1997   | 14 maggio 2001   | Antonio Pomero    | centro                      | Sindaco     | [ 14 ] |
| 14 maggio 2001   | 30 maggio 2006   | Franco Capra      | lista civica                | Sindaco     | [ 14 ] |
| 30 maggio 2006   | 16 maggio 2011   | Franco Capra      | lista civica                | Sindaco     | [ 14 ] |
| 16 maggio 2011   | 20 febbraio 2012 | Maurizio Ponzio   | lista civica Pino           | Sindaco     | [ 14 ] |
| 20 febbraio 2012 | 7 maggio 2012    | Marita Bevilacqua |                             | Comm. pref. | [ 14 ] |
| 7 maggio 2012    | 12 giugno 2017   | Franco Capra      | lista civica Pino           | Sindaco     | [ 14 ] |
| 12 giugno 2017   | 12 giugno 2022   | Franco Capra      | lista civica Pino           | Sindaco     | [ 14 ] |
| 12 giugno 2022   | in carica        | Simona Radogna    | lista civica Pino           | Sindaco     | [ 14 ] |

### Altre informazioni amministrative
Il comune faceva parte della Comunità Montana Valle Susa e Val Sangone.